# HACEK
HACEK – akronim służący do określenia grupy bakterii Gram-ujemnych, będących florą fizjologiczną jamy ustnej, które w niekorzystnych okolicznościach mogą stać się przyczyną infekcyjnego zapalenia wsierdzia (IZW).
Do grupy tych bakterii zalicza się:
- Haemophilus – następujące gatunki: Haemophilus aphrophilus, Haemophilus parainfluenzae i Haemophilus paraphrophilus
- Aggregatibacter actinomycetemcomitans
- Cardiobacterium hominis
- Eikenella corrodens
- Kingella kingae,  Kingella denitrificans, Sutonella indologenes.

Drobnoustroje te odpowiedzialne są za 5-10% wszystkich przypadków infekcyjnego zapalenia wsierdzia i są najczęstszą przyczyną Gram-ujemnych zakażeń wsierdzia (57%) u osób nie używających narkotyków.
Bakterie z grupy HACEK wymagają specjalnych warunków hodowli – inkubacji w atmosferze wzbogaconej w 5-10% CO2 i w przypadku nie przeprowadzenia hodowli w tych warunkach, są najczęstszą przyczyną ujemnych posiewów krwi u pacjentów z IZW.
Na infekcje organizmami z grupy HACEK częściej zapadają mężczyźni (wyjątek różne gatunki Haemophilus, które częściej izoluje się u kobiet). Dodatkowym czynnikiem ryzyka jest też starszy wiek, uprzednio stwierdzona wada serca zastawkowa, zabieg stomatologiczny lub niska higiena jamy ustnej.
W trakcie infekcji bakteriami grupy HACEK często występują powikłania zatorowe, w przypadku infekcji Haemophilus parainfluenzae ryzyko to jest największe i dochodzi do 60%.
Leczeniem z wyboru jest stosowanie cefalosporyny III generacji (na przykład ceftriaksonu) lub imipenem.